# Non Kao Noi
Non Kao Noi (Thai: โนนเก่าน้อย) ist ein archäologischer Fundplatz östlich des Kumphawapi-Sees im Landkreis Kumphawapi der Provinz Udon Thani in der Nordost-Region von Thailand, dem so genannten  Isan.

## Grabungsgeschichte
1980 entdeckten Charles Higham und A. Kijngam eine Fläche östlich des Sees Kumphawapi, die etwa 75 Meter mal 50 Meter groß ist und fünf Grablegungen zum Vorschein brachte. 

## Funde
Amulette aus Grünstein wurden zu Füßen eines Toten gefunden, andere weisen Tongefäße auf. Unter diesen finden sich schwarze Gefäße mit ziselierten Motiven sowie kleinere rote mit gemalten Mustern. Die Köpfe der Bestatteten weisen nach Nordwesten oder Südwesten. Obwohl keine Kohlenstoffdatierungen aufgenommen wurden, kann man anhand der Keramiken auf die Zeit von Ban Chiang schließen. 